# Noaptea de Ajun
Noaptea de Ajun este un desen animat din 1941 și al treilea episod „Tom și Jerry”, produs în Technicolor și lansat pe marile ecrane pe 6 decembrie 1941 de Metro-Goldwyn Mayer. Acesta a fost produs de Fred Quimby, animat de Jack Zander, George Gordon, Irven Spence și Billie Littlejohn și regizat de William Hanna și Joseph Barbera, cu coloana sonoră realizată de Scott Bradley (toți trei necreditați). „Noaptea de Ajun” a fost nominalizat la Premiile Oscar pentru cel mai bun scurt-metraj animat din 1941.

## Prezentare
Într-o casă mare în Ajunul Crăciunului, nimic nu deranjeaza linistea, nici măcar un soarece... sau asa se pare la prima vedere. Jerry iese din gaura lui si evita o cursă de șoareci decorata special pentru Craciun, cu o bucata de branza legata cu o funda rosie, pusa in fata gauri sale. Jerry se indreapta spre cadoul lui de Craciun, sarind voios în jurul bradului, linge o acadea si apoi sare pe un leu de plus care chitaia. Jerry continuă sa sara pe jucăria moale, dar sare prea tare și cade pe o alta "jucarie moale". Jerry sare în sus și în jos pe blana gri, si isi da seama ca de fapt sare pe Tom care se trezeste. Tom il urmareste pe Jerry si chiar inainte de a-l manca, soricelul ia o eticheta pe care scrie "A nu se deschide pana la Craciun" si o lipeste pe gura motanului.
Jerry se ascunde printre multitudinea de jucării prefacandu-se ca este o luminita de brad, sarind intr-un loc unde lipsea o luminita ceea ce il face sa lumineze. Tom, evident, nu se lăsa păcălit de acest lucru, și, cand il apuca pe Jerry, este electrocutat. Jerry se preface ca este un soldat de jucarie, si cand este gata sa il prinda Tom, el fuge. Tom il urmareste pe Jerry, dar este oprit de o bariera de jucarie de la un tren. Trenul de jucărie trece, cu multe vagoane. Jerry este așezat pe partea din spate a trenului, facandu-i cu mana lui Tom. Cu toate acestea, trenul intra intr-un model tunel, și Jerry, stând pe partea de sus a trenului, se loveste cu capul, cazand pe sina. El trece repede prin tunel, urmărit de către Tom. Jerry se ascunde în interiorul unui mănuși de box și il loveste pe Tom în fața înainte de a fugi în spatele pomul de Crăciun. Tom, inarmeaza cu o manusa de box, si îl urmează, Jerry sarind intr-o cutie cu arc inauntru. Cand Tom deschide cutia, manusa sare si il face knock-out. Jerry sare din cutie si fuge.
Tom il urmareste pe Jerry, din nou, dar Jerry ține o bucată de vâsc il convinge pe Tom sa-l sarute. Tom se rusineaza,iar cand se intoarcea cu spatele, Jerry il loveste. Soarecele sare prin usa de scrisori, afara. Tom deschide usa de scrisori sa vada unde a plecat Jerry si primeste un bulgare de zapada in ochi. Tom furios baricadeaza usa, ca Jerry sa nu mai poata intra.
În timp ce Jerry se plimbă in zapada incercand sa se incalzeasca, Tom se aseaza pe perna lui și se pregătește să adoarmă. El nu se poate aseza; voci ceresti canta colinde, iar coonstinta il mustreaza, amintindu-i mesajul de Craciu: Pace si bunavointa in lume. Tom deschide usa de scrisori, iar cand vede ca Jerry nu apare, se duce afara si il gaseste pe soricel inghetat. Temându-se pentru viața lui Jerry, il aduce in casa si il incalzeste la foc. Încet, Jerry își recapătă cunoștința, dar este constient ca motanul este acolo. Tom ii da lui Jerry o acadea de Craciun. Incântat Jerry linge acadeaua, dar apoi reactioneaza repede pentru a-l preveni Tom sa nu bea din castron, laptele. El baga acadeaua in lapte si deodata se aude o pocnitura, iar laptele sare in aer. Jerry scoate acadeaua din lapte si împreună cu ea, o capcana pentru soareci, pusa acolo special pentru Tom. Tom apreciază avertizarea Jerry, iar soarecele alearga la gaura lui. El foloseste acadeaua ca pe un cârlig pentru a lua branza din capcana. In loc sa sara brusc arcul, acesta vine incet in jos cantand "Jingle Bells", la care Jerry zambeste cu admiratie pentru "cursa de soareci muzicala".

## Personaje
- Tom (motanul)
- Jerry (șoarecele)